# Wesmo!
Wesmo!（ウェスモ）は、西日本旅客鉄道株式会社（JR西日本）が運営する電子決済サービス。日本の鉄道事業者としては初めて展開するQRコード決済サービスである。

## サービス
スマートフォンにアプリをダウンロードして利用する。JR西日本グループの商業施設はもとより、国内160万カ所以上の店舗、およびネット予約サービス「e5489」で利用できる。
同社が展開しているICカード「ICOCA」やクレジットカード「J-WESTカード」と同様にJR西日本グループの共通ID「WESTER（ウェスター）ID」と関連付けされている。
チャージは、銀行口座やATM、J-WESTカードなどに対応している。

## 将来構想
- JR西日本では、利用者を2030年までに300万人とすることを目標としている。そのために、手数料を他の決済サービスプロバイダよりも低く設定し、事業者への入金も短期化することなどで普及拡大を図っている[1][2]。
- デジタル給与などにも使えるよう、事業者間の資金移動への展開も想定している[1]。
- 2025年5月のサービス開示時点では乗車カードとしての利用はできないが、交通系ICカード同様に使えるように技術開発を進める計画である[1][2][3]。